# Affieux
Affieux  (Afiu auf Okzitanisch) ist eine französische Gemeinde mit 376 Einwohnern (Stand 1. Januar 2022) im Département Corrèze in der Region Nouvelle-Aquitaine. Die Einwohner nennen sich Affieucois(es).

## Geografie
Die Gemeinde liegt im Zentralmassiv am südwestlichen Rand des Plateau de Millevaches und somit auch im Regionalen Naturpark Millevaches en Limousin. Das linke Ufer der Vézère befindet sich etwa zwei Kilometer nördlich.
Tulle, die Präfektur des Départements, liegt rund 30 Kilometer südlich, Égletons etwa 30 Kilometer südöstlich und Uzerche ungefähr 20 Kilometer südwestlich.
Nachbargemeinden von Affieux sind Treignac im Norden, Veix im Osten, Madranges im Süden, Le Lonzac im Südwesten, Peyrissac im Westen sowie Soudaine-Lavinadière im Nordwesten.

## Wappen
Beschreibung: In Gold drei grüne Jakobsmuscheln und im linken goldenen Obereck zwei laufende rote Löwen übereinander.

## Einwohnerentwicklung
| Jahr      | 1962 | 1968 | 1975 | 1982 | 1990 | 1999 | 2007 | 2016 |
| Einwohner | 358  | 432  | 357  | 356  | 358  | 349  | 368  | 264  |

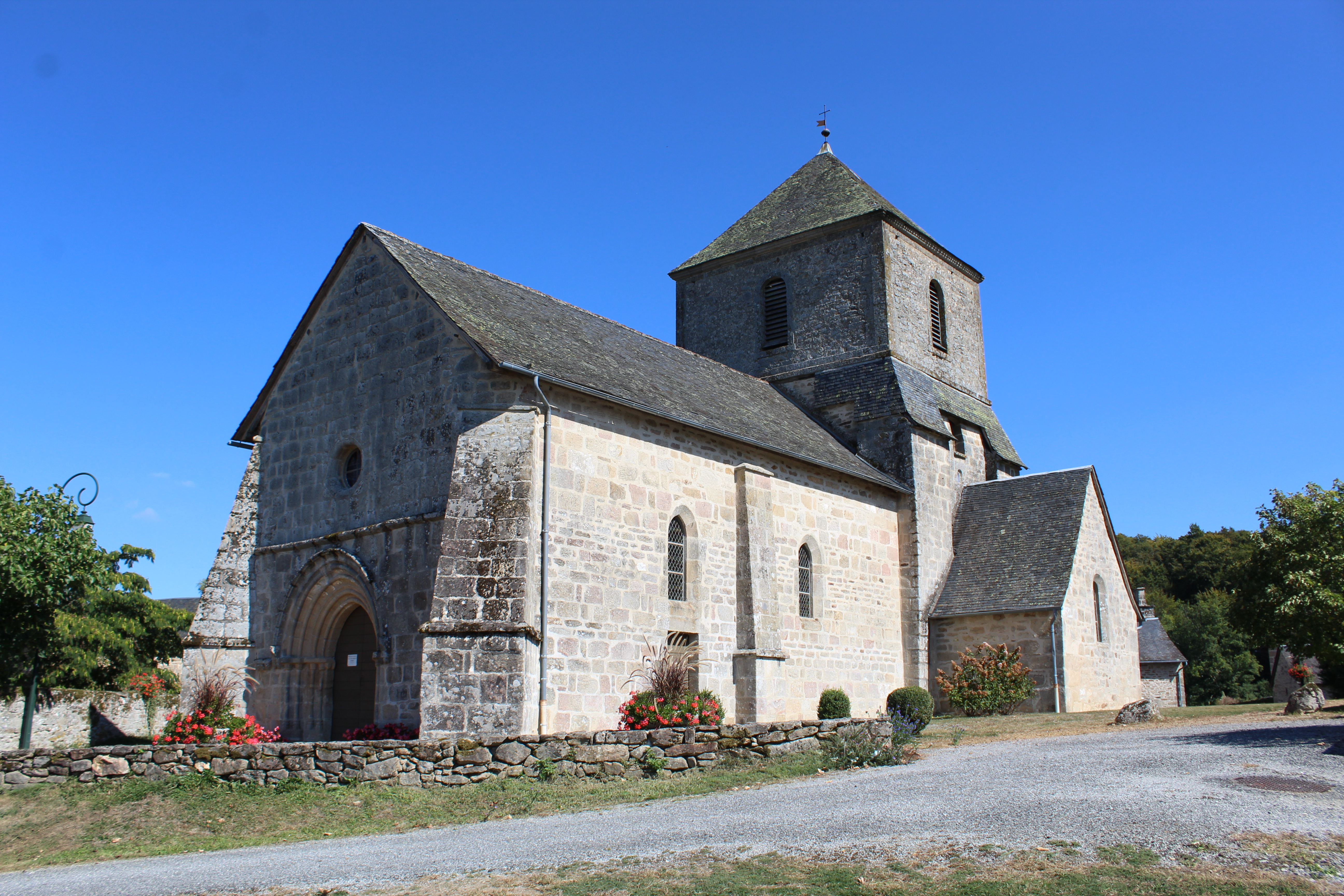
Kirche Saint-Pardoux
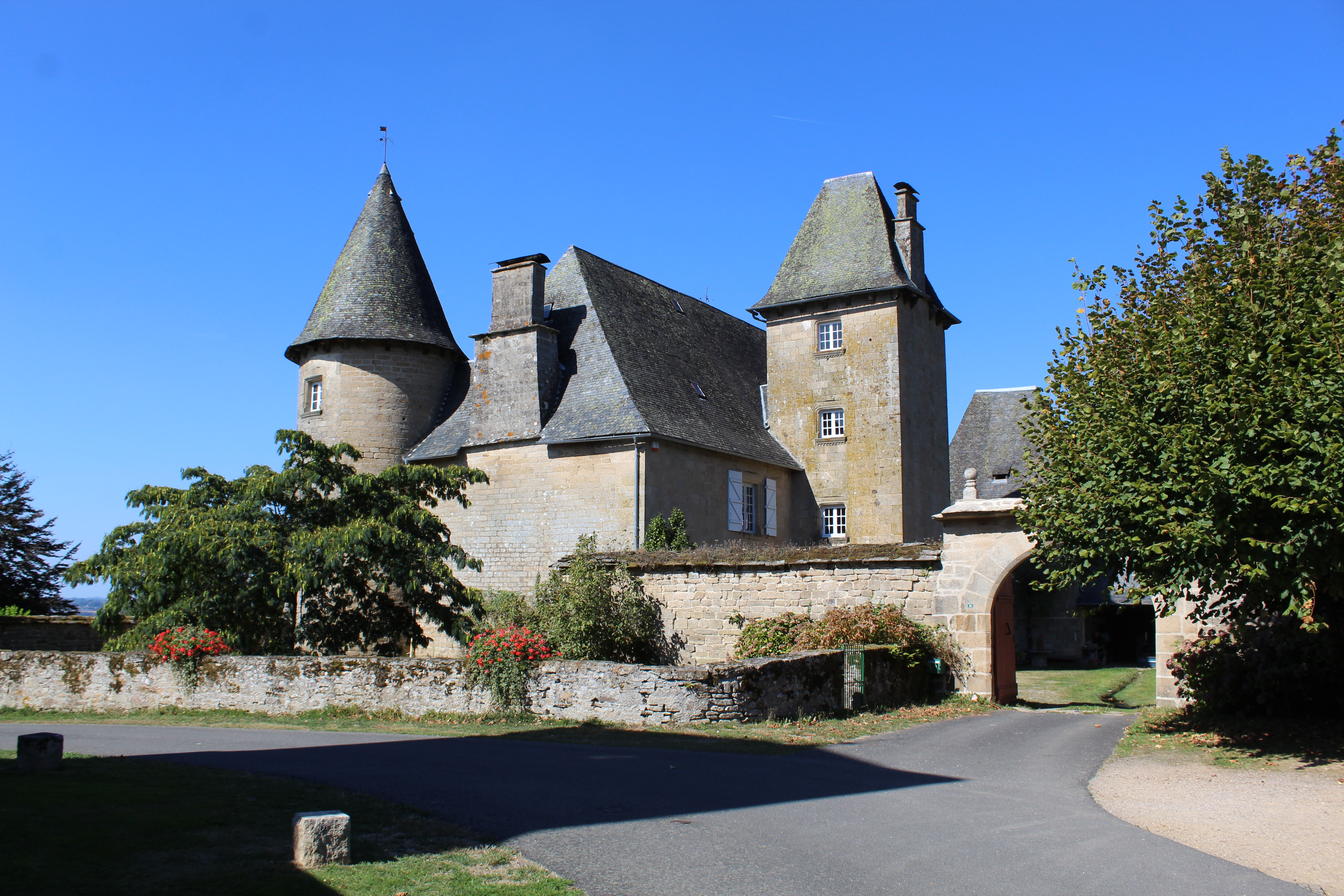
Schloss Affieux
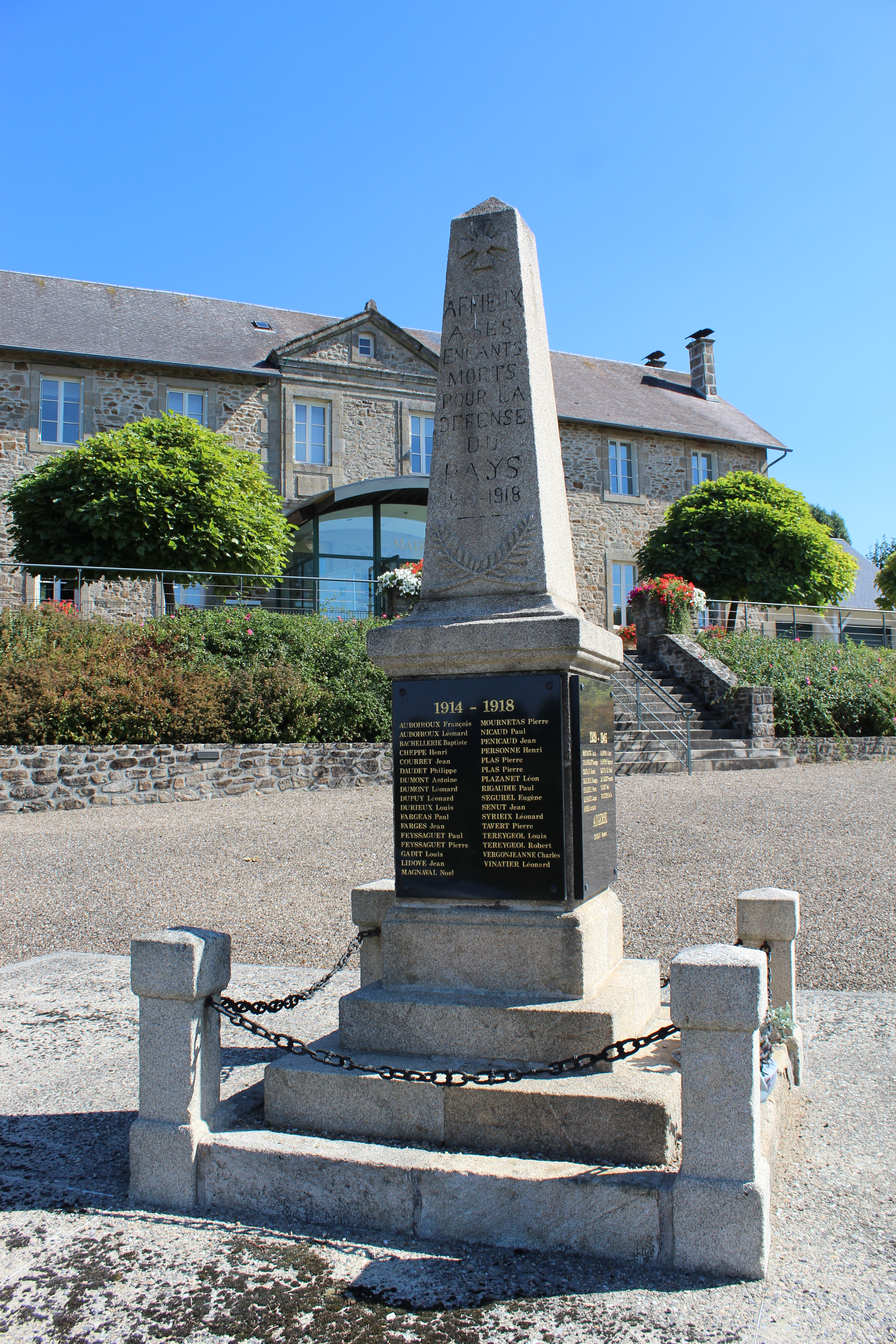
Gefallenendenkmal
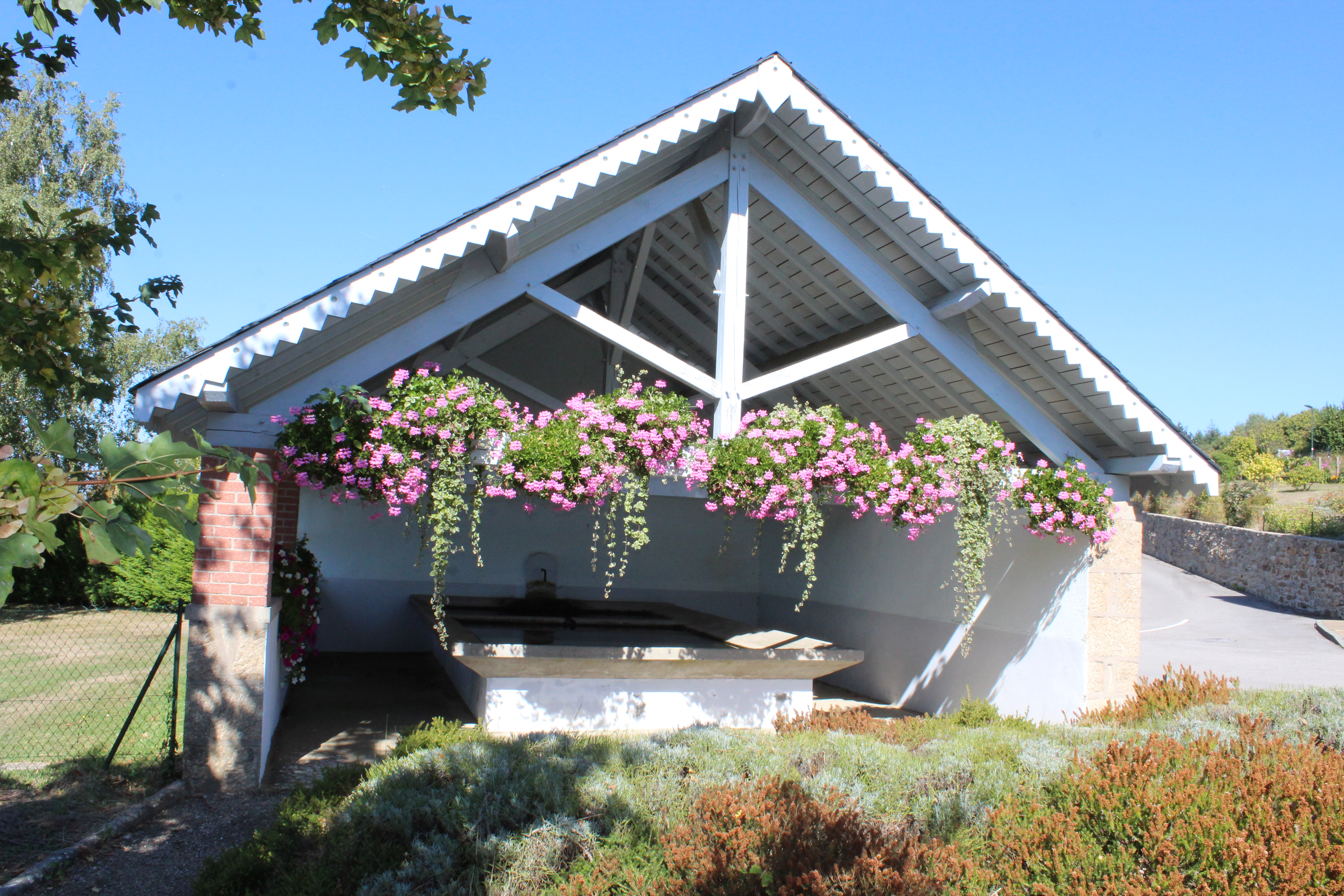
Wachhaus (Lavoir)
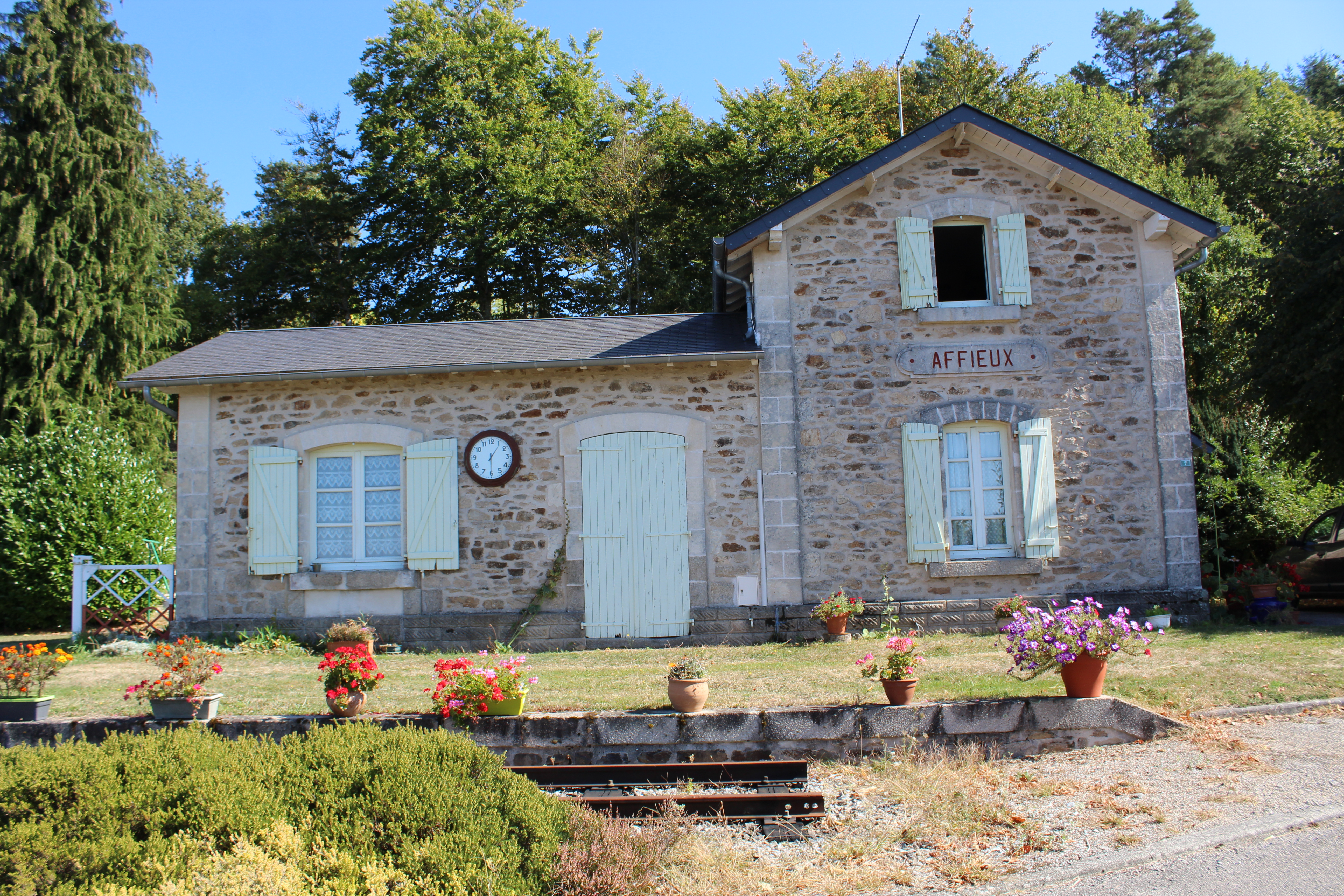
Bahnhof Affieux